# 소설가가 되자
소설가가 되자(小説家になろう)는 주식회사 히나프로젝트가 제공하는 일본의 소설 투고 사이트이다. 작가등록을 하는 것으로 무료로 소설을 웹 상에 공개하는 것이 가능하다. 또, 「소설가가 되자」는 주식회사 히나프로젝트의 등록 상표이다.

## 주요 기능
- 소설의 투고 및 열람
- 연재 소설의 투고
- 마음에 드는 소설의 즐겨찾기 및 업데이트 확인 (유저 등록 필요)
- 작품에 리뷰 및 감상을 투고
- 세로 쓰기 소설 넷 (PC용)과의 제휴에 의한 세로 쓰기 PDF로 변환 (게재 중인 소설)[† 2]
- TXT 파일로 소설 다운로드
- 등록된 유저 사이의 메시지 송수신

## 애니메이션화된 작품
- 2013년 10월 방송 - 로그 호라이즌 (토노 마마레)
- 2014년 4월 방송 - 마법과고교의 열등생 (사토 츠토무)
- 2014년 10월 방송 - 로그 호라이즌 제2기
- 2015년 4월 방송 - 던전에서 만남을 추구하면 안 되는 걸까 (오오모리 후지노)
- 2015년 7월 방송 - 오버로드 (마루야마 쿠가네)
- 2016년 1월 방송 - 이 멋진 세계에 축복을! (아카츠키 나츠메)
- 2016년 4월 방송 - Re:제로부터 시작하는 이세계 생활 (나가츠키 탓페이)
- 2017년 방송 - 이세계 식당 (이누즈카 쥰페이)
- 2018년 10월 방송 - 전생했더니 슬라임이었던 건에 대하여
- 2021년 1월 방송 - 무직전생 ~이세계에 갔으면 최선을 다한다~

## 서적
- 이 「소설가가 되자」가 뜨겁다!(この「小説家になろう」がアツイ! - 후지미 쇼보, 2014년 12월) ISBN 978-4-04-070375-6

### 내용주
1. ↑  (일본국) 상표등록번호 제5554691호 (문자만)・제5634387호 (도형 포함), 모든 구분은 9・16・35・38・41・42
2. ↑  작품을 세로쓰기 PDF로 변환한 형식으로 읽는 것이 가능하다.

## 같이 보기
- 온라인 작가
- 온라인 소설